# Grand Prix-wegrace van Finland 1963
De Grand Prix-wegrace van Finland 1963 was de negende Grand Prix van het wereldkampioenschap wegrace voor motorfietsen in het seizoen 1963. De races werden verreden op 1 september op het Pyynikki Circuit, een stratencircuit in de stad Tampere. De 50cc-klasse, de 125cc-klasse, de 350cc-klasse en de 500cc-klasse kwamen aan de start. De wereldtitel in de 500cc-klasse werd hier beslist.

## 500cc-klasse
Het Scuderia Duke-team van Geoff Duke was goed begonnen aan het seizoen, maar het gebrek aan onderdelen voor de zes jaar oude Gilera 500 4C begon nu nijpend te worden. Twee machines waren al afgeschreven en in Finland ging de versnellingsbak van de laatste stuk. Daar profiteerde vooral Alan Shepherd (Matchless) van, die achter Mike Hailwood tweede werd met een ronde achterstand. Mike Duff werd (ook met een Matchless G50) derde. Shepherd passeerde de Duke-Gilera-rijders in de WK-stand. Hailwood kon niet meer achterhaald worden en werd wereldkampioen 500 cc.
| Pos | Coureur             | Merk      | Tijd      | Pnt |
| --- | ------------------- | --------- | --------- | --- |
| 1   | Mike Hailwood       | MV Agusta | 59"49'6   | 8   |
| 2   | Alan Shepherd       | Matchless | +1 ronde  | 6   |
| 3   | Mike Duff           | Matchless | +1 ronde  | 4   |
| 4   | Fred Stevens        | Norton    | +2 ronden | 3   |
| 5   | Syd Mizen           | Norton    | +2 ronden | 2   |
| 6   | Nikolaj Sevast'ânov | CKEB      | +2 ronden | 1   |
| 7   | Anssi Resko         | Matchless |           |     |
| 8   | Hannu Kuparinen     | Norton    |           |     |
| 9   | Bosse Granath       | Matchless |           |     |
| 10  | Tauno Nurmi         | Norton    |           |     |
| 11  | Antero Ventoniemi   | Norton    |           |     |

| Coureur              | Merk        | Oorzaak         |
| -------------------- | ----------- | --------------- |
| Roland Föll          | Matchless   |                 |
| Pentti Lehtelä       | Norton      |                 |
| Veikko Sulasaari     | Norton      |                 |
| John Hartle          | Duke-Gilera | Versnellingsbak |
| Sven-Olof Gunnarsson | Norton      |                 |
| Endel Kiisa          | CKEB        |                 |

| Coureur              | Merk               | Oorzaak      |
| -------------------- | ------------------ | ------------ |
| Benedicto Caldarella | Matchless          | [ 1 ]        |
| Fabián Villavelran   | Norton             | [ 1 ]        |
| Jorge Kissling       | Norton             | [ 1 ]        |
| Victorio Minguzzi    | Matchless          | [ 1 ]        |
| Ladi Richter         | Norton             |              |
| Jack Ahearn          | Norton             |              |
| Jack Findlay         | McIntyre-Matchless |              |
| Gyula Marsovszky     | Matchless          |              |
| Bill Smith           | Norton             |              |
| Derek Minter         | Duke-Gilera        | Geen machine |
| Joe Dunphy           | Norton             |              |
| Phil Read            | Duke-Gilera        | Geen machine |
| Ralph Bryans         | Norton             |              |
| Vernon Cottle        | Norton             |              |
| Vasco Loro           | Norton             |              |
| Horacio Costa        | Norton             | [ 1 ]        |

### Top tien tussenstand 500cc-klasse
| Pos | Coureur       | Merk               | Pnt |                |
| --- | ------------- | ------------------ | --- | -------------- |
| 1   | Mike Hailwood | MV Agusta          | 40  | wereldkampioen |
| 2   | Alan Shepherd | Matchless          | 21  |                |
| 3   | John Hartle   | Duke-Gilera        | 20  |                |
| 4   | Phil Read     | Duke-Gilera        | 16  |                |
| 5   | Mike Duff     | Matchless          | 11  |                |
| 6   | Derek Minter  | Duke-Gilera        | 10  |                |
| 7   | Fred Stevens  | Norton             | 9   |                |
| 8   | Jack Ahearn   | Norton             | 5   |                |
| 9   | Joe Dunphy    | Norton             | 2   |                |
| 9   | Ralph Bryans  | Norton             | 2   |                |
| 9   | Jack Findlay  | McIntyre-Matchless | 2   |                |
| 9   | Syd Mizen     | Norton             | 2   |                |

## 350cc-klasse
Sinds hij in de Ulster Grand Prix wereldkampioen was geworden ging het minder goed met Jim Redman. In Finland werd hij tweede achter de steeds beter presterende Mike Hailwood. Nikolaj Sevast'ânov werd met de Russische CKEB derde.
| Pos | Coureur              | Merk      | Tijd       | Pnt |
| --- | -------------------- | --------- | ---------- | --- |
| 1   | Mike Hailwood        | MV Agusta | 1: 00"53'5 | 8   |
| 2   | Jim Redman           | Honda     | +1"16'7    | 6   |
| 3   | Sven-Olof Gunnarsson | Norton    |            | 4   |
| 4   | Nikolaj Sevast'ânov  | CKEB      |            | 3   |
| 5   | Luigi Taveri         | Honda     |            | 2   |
| 6   | Veikko Sulasaari     | Norton    |            | 1   |

| Coureur     | Merk        | Oorzaak    |
| ----------- | ----------- | ---------- |
| John Hartle | Duke-Gilera | Teambeleid |
| Phil Read   | Duke-Gilera | Teambeleid |

| Coureur           | Merk      |
| ----------------- | --------- |
| Jack Ahearn       | Norton    |
| Mike Duff         | AJS       |
| František Šťastný | Jawa      |
| Gustav Havel      | Jawa      |
| Pavel Slavíček    | Jawa      |
| Alan Shepherd     | AJS       |
| Dan Shorey        | AJS       |
| Fred Stevens      | Norton    |
| Len Ireland       | Norton    |
| Syd Mizen         | AJS       |
| Tommy Robb        | Honda     |
| Gilberto Milani   | Aermacchi |
| Remo Venturi      | Bianchi   |

### Top tien tussenstand 350cc-klasse
| Pos | Coureur              | Merk        | Pnt     |                |
| --- | -------------------- | ----------- | ------- | -------------- |
| 1   | Jim Redman           | Honda       | 32 (42) | wereldkampioen |
| 2   | Mike Hailwood        | MV Agusta   | 28      |                |
| 3   | Luigi Taveri         | Honda       | 16      |                |
| 4   | František Šťastný    | Jawa        | 7       |                |
| 4   | Gustav Havel         | Jawa        | 7       |                |
| 6   | John Hartle          | Duke-Gilera | 6       |                |
| 6   | Remo Venturi         | Bianchi     | 6       |                |
| 8   | Mike Duff            | AJS         | 5       |                |
| 8   | Nikolaj Sevast'ânov  | CKEB        | 5       |                |
| 10  | Phil Read            | Duke-Gilera | 4       |                |
| 10  | Jack Ahearn          | Norton      | 4       |                |
| 10  | Sven-Olof Gunnarsson | Norton      | 4       |                |

Punten tussen haakjes zijn inclusief streepresultaten.

## 125cc-klasse
| Pos | Coureur        | Merk   | Tijd      | Pnt |
| --- | -------------- | ------ | --------- | --- |
| 1   | Hugh Anderson  | Suzuki | 52"00'5   | 8   |
| 2   | Luigi Taveri   | Honda  | +1"26'6   | 6   |
| 3   | Alan Shepherd  | MZ     | +1"30'9   | 4   |
| 4   | László Szabó   | MZ     | +1 ronde  | 3   |
| 5   | Jim Redman     | Honda  | +2 ronden | 2   |
| 6   | Gary Dickinson | Honda  | +2 ronden | 1   |

| Coureur              | Merk    | Oorzaak |
| -------------------- | ------- | ------- |
| Alberto Gómez        | Zanella | [ 1 ]   |
| Aldo Caldarella      | Bultaco | [ 1 ]   |
| Héctor Pochettino    | Bultaco | [ 1 ]   |
| Horacio Maffia       | Ducati  | [ 1 ]   |
| Juan Carlos Salatino | Zanella | [ 1 ]   |

| Coureur              | Merk         |
| -------------------- | ------------ |
| Bert Schneider       | Suzuki       |
| Frank Perris         | Suzuki       |
| Mike Duff            | Bultaco / MZ |
| Stanislav Malina     | CZ           |
| Werner Musiol        | MZ           |
| Ernst Degner         | Suzuki       |
| Francisco González   | Bultaco      |
| Jean-Pierre Beltoise | Bultaco      |
| Peter Inchley        | EMC          |
| Tommy Robb           | Honda        |
| John Grace           | Bultaco      |
| Giuseppe Visenzi     | Honda        |
| Kunimitsu Takahashi  | Honda        |
| Mitsuo Itoh          | Suzuki       |

### Top tien tussenstand 125cc-klasse
| Pos | Coureur             | Merk   | Pnt     |                |
| --- | ------------------- | ------ | ------- | -------------- |
| 1   | Hugh Anderson       | Suzuki | 54 (60) | wereldkampioen |
| 2   | Luigi Taveri        | Honda  | 32 (39) |                |
| 3   | Bert Schneider      | Suzuki | 23      |                |
| 4   | Frank Perris        | Suzuki | 16      |                |
| 5   | Jim Redman          | Honda  | 15      |                |
| 6   | Ernst Degner        | Suzuki | 13      |                |
| 7   | Alan Shepherd       | MZ     | 11      |                |
| 8   | Tommy Robb          | Honda  | 8       |                |
| 9   | László Szabó        | MZ     | 7       |                |
| 10  | Kunimitsu Takahashi | Honda  | 6       |                |

Punten tussen haakjes zijn inclusief streepresultaten.

## 50cc-klasse
Hugh Anderson was als WK-leider naar Tampere gekomen, maar hier won Hans Georg Anscheidt voor Anderson's teamgenoot Mitsuo Itoh. Anderson kwam ten val maar werd toch derde. Hij moest de leiding in het WK weer afstaan aan Anscheidt. Het wereldkampioenschap was nog zo spannend dat de teams van Suzuki en Kreidler net als in het vorige jaar gedwongen waren naar de GP van Argentinië af te reizen.
| Pos | Coureur              | Merk     | Tijd    | Pnt |
| --- | -------------------- | -------- | ------- | --- |
| 1   | Hans Georg Anscheidt | Kreidler | 36"07'7 | 8   |
| 2   | Mitsuo Itoh          | Suzuki   | +6'4    | 6   |
| 3   | Hugh Anderson        | Suzuki   | +47'7   | 4   |
| 4   | Isao Morishita       | Suzuki   |         | 3   |
| 5   | Alberto Pagani       | Kreidler |         | 2   |
| 6   | Matti Salonen        | Prykija  |         | 1   |

| Coureur            | Merk     | Oorzaak    |
| ------------------ | -------- | ---------- |
| Karaber Samardjian | Suzuki   | [ 1 ]      |
| Raúl Kissling      | Kreidler | [ 1 ]      |
| Luigi Taveri       | Honda    | Teambeleid |
| Sadao Shimazaki    | Honda    | Teambeleid |
| Gastón Biscia      | Suzuki   | [ 1 ]      |

| Coureur              | Merk     |
| -------------------- | -------- |
| Ernst Degner         | Suzuki   |
| César Gracia         | Ducson   |
| José Maria Busquets  | Derbi    |
| Jean-Pierre Beltoise | Kreidler |
| Ian Plumridge        | Honda    |
| Michio Ichino        | Suzuki   |
| Shunkishi Masuda     | Suzuki   |

### Top tien tussenstand 50cc-klasse
| Pos | Coureur              | Merk     | Pnt     |
| --- | -------------------- | -------- | ------- |
| 1   | Hans Georg Anscheidt | Kreidler | 32 (36) |
| 2   | Hugh Anderson        | Suzuki   | 30 (33) |
| 3   | Ernst Degner         | Suzuki   | 24      |
| 4   | Isao Morishita       | Suzuki   | 23 (26) |
| 5   | Mitsuo Itoh          | Suzuki   | 20      |
| 6   | Michio Ichino        | Suzuki   | 11      |
| 7   | José Maria Busquets  | Derbi    | 7       |
| 8   | Alberto Pagani       | Kreidler | 5       |
| 9   | Jean-Pierre Beltoise | Kreidler | 3       |
| 10  | César Gracia         | Ducson   | 1       |
| 10  | Ian Plumridge        | Honda    | 1       |
| 10  | Matti Salonen        | Prykija  | 1       |

Punten tussen haakjes zijn inclusief streepresultaten.
1932 · 1948 · 1949 · 1950 · 1951 · 1952 · 1953 · 1954 · 1955 · 1956 · 1957 · 1958 · 1959 · 1960 · 1961 · 1962 · 1963 · 1964 · 1965 · 1966 · 1967 · 1968 · 1969 · 1970 · 1971 · 1972 · 1973 · 1974 · 1975 · 1976 · 1977 · 1978 · 1979 · 1980 · 1981 · 1982